# Nicholas Ward
Nicholas Ward, angol heraldikai író a 15. század közepén. 
Az egyik első angol heraldikai mű szerzője, melyet őt követően többen is felhasználtak, elsősorban Gerard Leigh, aki szintén számos követőre talált. Egyébként a Ward és Leigh család házasság révén szoros rokonságban állt egymással már a 16. században is. Gerard Legh is ennél fogva ismerhette Ward munkásságát.   